# Glaphyrus calvaster
Glaphyrus calvaster là một loài bọ cánh cứng trong họ Glaphyridae. Loài này được Zaitzev miêu tả khoa học năm 1923.